# Sekretny dziennik call girl
Sekretny dziennik call girl (ang. Secret Diary of a Call Girl) – brytyjski serial telewizyjny nadawany przez stację ITV2 od 28 września 2007, a w Polsce nadawany przez stację FoxLife od 14 listopada 2008. Serial pozwala poznać kulisy życia ekskluzywnej prostytutki, która naprawdę mieszka i żyje w Londynie. Serial oparty jest na popularnym blogu anonimowej prostytutki znanej tylko jako Belle de Jour, która po wygraniu plebiscytu brytyjskiej gazety The Guardian na blog roku zdołała wydać dwie książki w Wielkiej Brytanii i USA.
W czołówce serialu możemy usłyszeć piosenkę You Know I’m No Good Amy Winehouse

## O serialu
Serial przedstawia historię opisywaną przez Belle (a właściwie Hannah) – piękną, inteligentną, niezależną dziewczynę, która na pierwszy rzut oka jest jak wiele innych dziewcząt w Londynie. Jednak jej historia, różni się od innych. Jest ekskluzywną prostytutką z wyboru, a nie, jak by się mogło wydawać, z przymusu, co więcej sprawia jej to przyjemność. Serial opowiada o tym, jakie Hannah ma relacje z innymi call girls, o jej problemach z ukrywaniem swojej tożsamości, okłamywaniu rodziny i przyjaciół.

## Osoby
- Belle/Hannah – Billie Piper
- Ben – Iddo Goldberg
- Alex – Callum Blue
- Stefanie – Cherie Lunghi
- Bambi – Ashley Madekwe

## Lista odcinków
| Lp. | UK                   | Emisja w Polsce   |
| --- | -------------------- | ----------------- |
| 1.1 | 27 września 2007     | 14 listopada 2008 |
| 1.2 | 4 października 2007  | 21 listopada 2008 |
| 1.3 | 11 października 2007 | 28 listopada 2008 |
| 1.4 | 18 października 2007 | 5 grudnia 2008    |
| 1.5 | 25 października 2007 | 12 grudnia 2008   |
| 1.6 | 1 listopada 2007     | 19 grudnia 2008   |
| 1.7 | 8 listopada 2007     | 26 grudnia 2008   |
| 1.8 | 15 listopada 2007    | 2 stycznia 2009   |

| Lp. | UK                   | Emisja w Polsce |
| --- | -------------------- | --------------- |
| 2.1 | 11 września 2008     |                 |
| 2.2 | 11 września 2008     |                 |
| 2.3 | 18 września 2008     |                 |
| 2.4 | 25 września 2008     |                 |
| 2.5 | 2 października 2008  |                 |
| 2.6 | 9 października 2008  |                 |
| 2.7 | 16 października 2008 |                 |
| 2.8 | 23 października 2008 |                 |

| Lp. | UK               | Emisja w Polsce |
| --- | ---------------- | --------------- |
| 3.1 | 28 stycznia 2010 |                 |
| 3.2 | 28 stycznia 2010 |                 |
| 3.3 | 4 lutego 2010    |                 |
| 3.4 | 11 lutego 2010   |                 |
| 3.5 | 18 lutego 2010   |                 |
| 3.6 | 25 lutego 2010   |                 |
| 3.7 | 4 marca 2010     |                 |
| 3.8 | 11 marca 2010    |                 |

| Lp. | UK             | Emisja w Polsce |
| --- | -------------- | --------------- |
| 4.1 | 1 lutego 2011  |                 |
| 4.2 | 8 lutego 2011  |                 |
| 4.3 | 15 lutego 2011 |                 |
| 4.4 | 22 lutego 2011 |                 |
| 4.5 | 1 marca 2011   |                 |
| 4.6 | 8 marca 2011   |                 |
| 4.7 | 15 marca 2011  |                 |
| 4.8 | 22 marca 2011  |                 |